# 제한된 정부
정치철학에서 제한된 정부는 권력이 제한된 정부의 개념이다. 그것은 자유주의의 역사의 핵심 개념이다.
제한된 정부는 헌법과 밀접한 관련이 있다. 1789년 미국의 헌법과 1793년 프랑스 헌법은 방식은 다르지만 제한된 정부를 재확인하기 위해 제정되었다. 미국 헌법은 권력 분립을 통해 제한된 정부를 실현했다. "수평적" 권력 분립 정부 부처 ( 입법부, 행정부, 사법부, 각 기관은 상대방의 권한을 견제함) 사이에 권력을 배분한다. 권력의 "수직적" 분리(연방주의)는 연방 정부 와 주 정부 사이에 권력을 나누었다. 연방주의자 논집의 저자 중 한 명인 제임스 매디슨은 미국 헌법의 입안자들이 통제되고 통제할 수 있는 정부를 만들려고 노력했다고 언급했다.
반면에 1793년 프랑스 헌법은 입법부의 최고권 을 소중히 여기며 제한된 정부가 "일반 의지를 표명하고자 하는 합리적인 민주적 자치 정부 "를 통해 가장 잘 달성된다는 생각( 루소의 영향을 받음)에 기초하고 있다.
자유주의 철학자인 존 로크는 자유주의 정부의 중요한 이론가였다. 로크는 자연 상태에 사는 인간은 자발적으로 사회 계약에 참여하여 "연방" 또는 정부를 형성할 것이라고 추론했다. 로크는 더 나아가 정부의 권한은 국민이 허용한 범위 내에서만 제한되어야 한다고 생각했다. 그는 정부 권력에 대한 네 가지 구체적인 제한 사항을 인용한다. 로크의 첫 번째 제한은 정부가 공표된 확립된 법률에 따라서만 통치할 수 있고 모든 사람이 물질적 또는 사회적 지위에 관계없이 법 아래서 평등하다는 점을 명시했으며, 두 번째 제한은 법이 공동선의 이름으로만 설계될 수 있다는 점이었다.

## 같이 보기
- 입헌주의
- 사회 계약